# Dori Ghezzi
Dori Ghezzi (ur. 30 marca 1946 w Lentate sul Seveso, Włochy) – włoska piosenkarka, w latach 1989–1999 żona Fabrizia De André, po jego śmierci założycielka i prezes fundacji jego imienia. Zdobywczyni 3. miejsca na Festiwalu Piosenki Włoskiej w San Remo w 1983 roku z piosenką „Margherita non lo sa”. Reprezentantka Włoch podczas 20. Konkursu Piosenki Eurowizji w 1975 (wspólnie z Wessem) roku z piosenką „Era” (3. miejsce).

## Życiorys

### Lata 60.
Dori Ghezzi interesowała się muzyką pop od dzieciństwa. Zadebiutowała na lokalnym festiwalu piosenkarskim wykonując piosenkę Pina Donaggia „Io che non vivo”. Sukces wykonania doprowadził ją do podpisania kontraktu z wytwórnią Durium. W 1967 roku zadebiutowała na Festival delle Rose zajmując wspólnie z Memo Remigim i Santo & Jonny 2. miejsce z piosenką „Vivere per vivere” (cover piosenki z filmu Żyć, aby żyć w reżyserii Claude'a Leloucha, z muzyką Francisa Lai). Piosenka ukazała się następnie na debiutanckim singlu artystki, wydanym we wrześniu tego samego roku. W 1968 roku zdobyła popularność prezentując przebój „Casatchock”, będący przeróbką popularnej rosyjskiej piosenki „Katiusza”, napisanej przez Matwieja Blantera. Piosenka okazała się wielkim sukcesem sprzedając się w ilości pół miliona egzemplarzy. W 1969 roku wzięła udział w konkursach Canzonissima i Cantagiro. 

### Lata 70.
W 1970 roku zadebiutowała na Festiwalu Piosenki Włoskiej w San Remo z piosenką con „Occhi a mandorla”, wykonaną w parze z Rossano. W latach 1970–1972 zaproponowała kilka francuskich i angielskich coverów jak: “Le chemin de papa”, “Bluebirds over the mountain”/”Why don't you believe me”, “Gli occhi di quella”/Why don't you believe me”. 

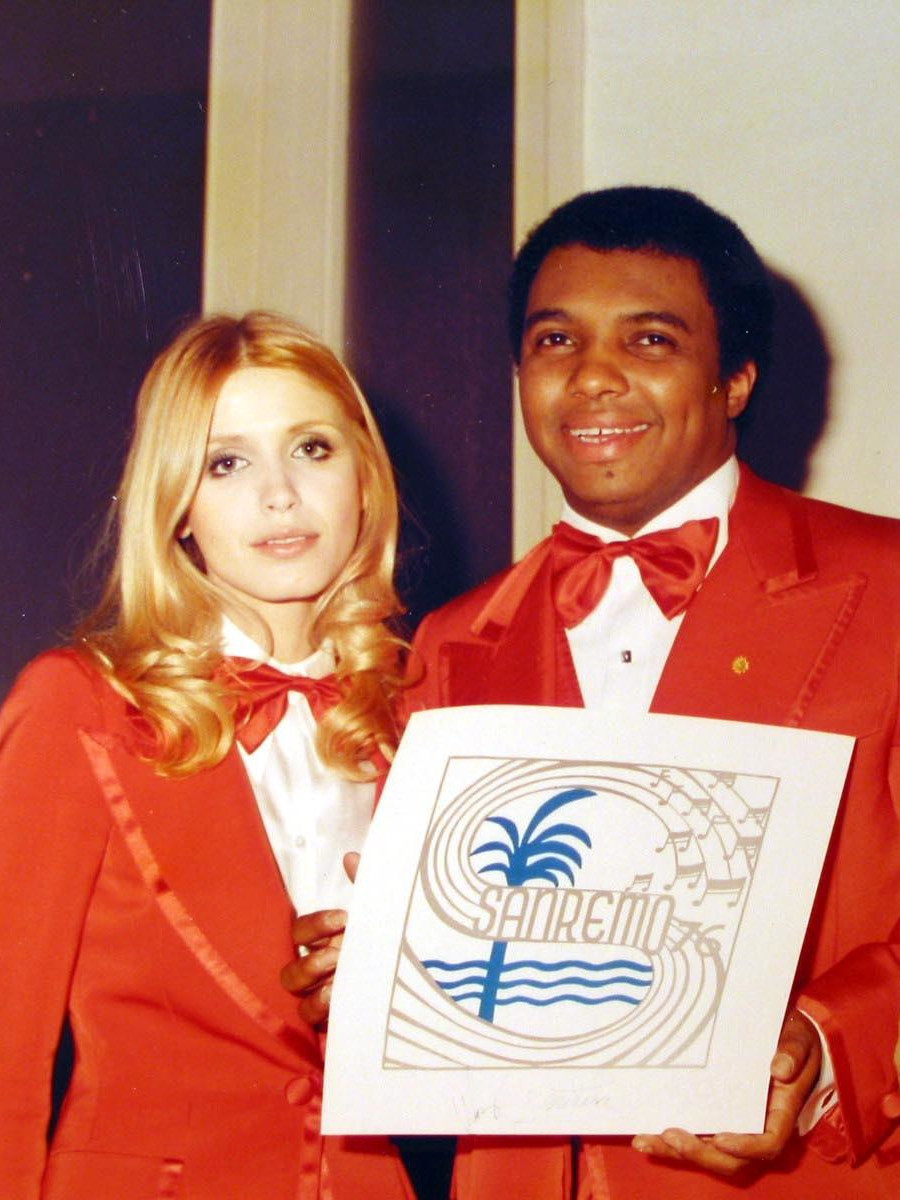
Dori Ghezzi (w lewo) i Wess na Festiwalu w San Remo (1976)

W 1972 została wybrana przez kolegę z wytwórni Durium, Wessa do nagrania włoskiej wersji piosenki „United We Stand”, która pod tytułem „Voglio stare con te” odniosła wielki sukces. Wytwórnia zaproponowała obojgu artystom wspólne śpiewanie w duecie, jako Wess e Dori Ghezzi. Oboje zgodzili się, nagrywając wkrótce wiele przebojów i uczestnicząc w różnych imprezach muzycznych. W 1973 roku ukazał się debiutancki album duetu, zatytułowany Wess & Dori Ghezzi. Nagrali kolejne piosenki: „Tu nella mia vita” (zaprezentowana na Festiwalu w San Remo 1973), „Noi due per sempre” (1974) oraz „Un corpo e un’anima”, z którą oboje wygrali konkurs Canzonissima 1974. 
Dori Ghezzi równolegle kontynuowała swoją karierę jako solistka, lansując zarówno piosenki włoskie („Povero ragazzo”, „Ma chi è che cos'è”, obie z 1972 roku), jak i covery („Adamo ed Eva”, wykonana w 1973 roku na konkursie Canzonissima, „Mal”, „Ca n'arrive qu'aux autres”, „Le moribond” io „Billy don't be a hero”). Jej debiutancki album, Dori Ghezzi, wydany w 1974 roku, zawierał zarówno piosenki włoskie, jak i covery. 
W 1975 roku, wzięła wspólnie z Wessem (jako Wess and Dori Ghezzi) udział w finale 20. Konkursu Piosenki Eurowizji w Sztokholmie prezentując piosenkę „Era”, za którą otrzymali 115 punktów zajmując 3. miejsce; zwycięstwo przypadło holenderskiemu zespołowi Teach-In.
W 1976 Wess i Dori Ghezzi ponownie wystąpili na Festiwalu w San Remo, tym razem z piosenką „Come stai con chi sei”. 
W marcu 1974 roku za pośrednictwem Cristiana Malgioglia Dori Ghezzi poznała Fabrizia De André, z którym wkrótce się związała. Oboje przenieśli się na Sardynię, gdzie zamieszkali w gospodarstwie Tempio Pausania, zakupionym w 1975 roku. W 1977 roku urodziła im się córka, Luisa Vittoria De André (Luvi). W oczekiwaniu na jej narodziny zamieszkali w posiadłości dell'Agnata, gdzie 27 sierpnia 1979 roku zostali porwani przez miejscowych bandytów. Po 117 dniach niewoli zostali uwolnieni (Dori Ghezzi 21 grudnia, Fabrizio 22), w zamian okup,wynoszący około 550 milionów lirów, wypłacony głównie przez ojca Fabrizia De André, Giuseppe.

### Lata 80.
Na początku lat 80. Dori Ghezzi wznowiła karierę artystyczną jako solistka. W 1981 roku wydała album Mamadodori, poświęcony córce i zainspirowany muzyką sakralną. W 1983 roku uczestniczyła w Festiwalu w San Remo z piosenką „Margherita non lo sa”, skomponowaną przez Oscara Prudente, a następnie wydała album Piccole donne, skomponowany i wyprodukowany przez Oscara Prudente z udziałem Ivano Fossatiego, który zagrał w niektórych utworach. 
W 1984 roku uczestniczyła w trzeciej edycji konkursu Premiatissima, prowadzonego przez Johnny’ego Dorellego i Ornellę Muti. 
W 1985 roku nagrała singiel „Volare” z udziałem wielu włoskich artystów (wśród których był również Fabrizio De André), z którego fundusze zostały przekazane na cele charytatywne dla Etiopii. Singiel ukazał się w lutym, a w jego nagraniu wzięli udział następujący artyści: Banco del Mutuo Soccorso, Loredana Bertè, Angelo Branduardi, Rossana Casale, Lucio Dalla, Fabrizio De André, Dik Dik, Tony Esposito, Maurizio Fabrizio, Eugenio Finardi, Riccardo Fogli, Ivano Fossati, Dori Ghezzi, Milva, Claudia Mori, Gianna Nannini, Patty Pravo, Ron, Vasco Rossi, Enrico Ruggeri, Giuni Russo, Gianni Togni. Na stronie B singla umieszczona została instrumentalna wersja „Volare”. Na rewersie okładki singla znalazła się mapa Afryki, w granatowym kolorze, z zaznaczoną na czerwono Etiopią. 
W 1986 roku nagrała album Velluti e carte vetrate, na którym znalazła się między innymi piosenka „Stringimi forte”, napisana przez Fabrizia De André i Massimo Bubolę. 
W 1989 roku Dori Ghezzi po raz ostatni wystąpiła na Festiwalu w San Remo z piosenką „Il cuore delle donne”. 7 grudnia 1989 w Tempio Pausania Dori Ghezzi i Fabrizio De André po szesnastu latach wspólnego życia zawarli związek małżeński.

### Lata 90.
W 1990 Dori Ghezzi przerwała karierę z powodu problemów ze strunami głosowymi i opuściła scenę muzyczną powracając na nią tylko sporadycznie (w 1992 roku jako chórzystka w tournée męża i w 1996 roku śpiewając na jego albumie Anime Salve w końcówce piosenki „Khorakhané” oraz z córką Luvi w chórkach piosenek „Dolcenera” i „Â cúmba”.
Po śmierci Fabrizia De André Dori Ghezzi założyła fundację Fondazione Fabrizio De Andre, poświęconą ochronie i zarządzaniu jego artystycznym dziedzictwem.

### XXI wiek
W 2002 roku nagrała piosenkę „Il suonatore Jones” dla filmu dokumentalnego A Farewell to Beat, poświęconego pisarce i tłumaczce Fernandzie Pivano. Pojawiła się w telewizji, w programie Che tempo che fa, prowadzonym przez Fabia Fazia. Na początku 2009 roku, z okazji dziesiątej rocznicy śmierci Fabrizia De André, Dori Ghezzi pojawiła się w specjalnym wydaniu tego programu, poświęconym zmarłemu artyście.
21 września 2009 roku w szpitalu w Winston-Salem, w stanie Karolina Północna zmarł Wess, były partner artystyczny Dori Ghezzi.
18 lutego 2014 roku Festiwal w San Remo otwarto wspomnieniem Fabrizia De André (w rocznicę jego urodzin); Luciano Ligabue zaśpiewał jego piosenkę „Crêuza de mä” (w 30 rocznicę wydania albumu pod tym samym tytułem), Gino Paoli – „Canzone dell'amore perduto”, w konkursie natomiast wziął udział syn artysty, Cristiano De André, któremu akompaniowała Dori Ghezzi. 

## Dyskografia
Dori Ghezzi nagrała 6 albumy oraz 25 singli. 

### Albumy
- 1974 – Dori Ghezzi
- 1979 – Casatschock
- 1980 – Mamadodori
- 1983 – Piccole donne
- 1987 – Velluti e carte vetrate
- 1989 – Il cuore delle donne

### Single
- 1967 – „Vivere per vivere”/„L'amore ha ucciso”
- 1968 – „Casatschock”/„Per un anno che se ne va”
- 1968 – „Pagina uno”/„L'ultimissima volta”
- 1969 – „La mia festa”/„Fiori sul soffitto”
- 1970 – „Quello la”/„Ma che strano tipo”
- 1970 – „Occhi a mandorla”/„Un bacio no due baci no”
- 1970 – „Occhi a mandorla” (Dori Ghezzi)/„Accidenti” (Rocky Roberts & The Rocky Roberts Group)
- 1971 – „Gli occhi di quella” (Dori Ghezzi)/„Lei” (Chriss)
- 1971 – „Why You Don't Believe Me”/„Bluebirds Over The Mountain” (wydanie hiszpańskie)
- 1971 – „Gli occhi di quella”/„Why You Don't Believe Me”
- 1972 – „Ma chi è che cos'è”/„Uomo uomo”
- 1972 – „Vicolo di campagna” (Franco I)/„Ma chi è che cos'è” (Dori Ghezzi)
- 1973 – „Adamo ed eva”/„Non ci contavo più”
- 1980 – „Mama dodori”/„Stringimi piano, stringimi forte”
- 1980 – „Flash” (Toto Cutugno/„Mama dodori” (Dori Ghezzi)
- 1983 – „Margherita non lo sa”/„Luna Park”
- 1983 – „Margherita non lo sa” (Dori Ghezzi)/„Acquarello” (Toquinho)
- 1983 – „Vola via”/„Piccole donne”
- 1986 – „Nessuno Mai Più (Love You Forever)” (Dori Ghezzi)/„Higher Love” (Steve Winwood)
- 1986 – „Nessuno Mai Più (Love You Forever)”/„Spezzacuori”
- 1987 – „L'odore del mare” (Eduardo De Crescenzo)/„E non si finisce mai” (Dori Ghezzi)
- 1987 – „Un amore vero” (Premiata Forneria Marconi)/„Cercarti” (Dori Ghezzi)
- 1987 – „E non si finisce mai”/„Cosa voglio da te”
- 1989 – „Il cuore delle donne”/„Che cielo vuoi”
- rok nieznany – „If I Give My Heart To You”/„Why Don't You Believe Me”